# Pierre de Miroschedji
Pierre de Miroschedji est un archéologue français né en 1944. Il fut directeur du Centre de recherche français de Jérusalem entre décembre 2004 et septembre 2008,, et membre du CNRS entre 1970 et 2015, d'abord en qualité d’attaché de recherche, puis directeur de recherche.

## Biographie
Pierre de Miroschedji dirige, depuis 1980, les fouilles de Tel Yarmouth (25 kilomètres au sud-ouest de Jérusalem). Outre ses publications professionnelles, il est l'auteur, pour le grand public, dans la revue La Recherche, d'un dossier-interview sur les travaux récents des archéologues en Israël
Le but est double :
1. faire le point sur des résultats très importants qui restent largement ignorés du public,
2. préciser le consensus qui existe, chez les archéologues, sur des sujets brûlants.

Pierre de Miroschedji a, également, signé onze articles du Dictionnaire de l'Antiquité, sous la direction de Jean Leclant, publié en 2005 par les Presses universitaires de France, dont l'article « Palestine. »
Ses archives scientifiques sont déposées au Pôle archives de la Maison des Sciences de l’homme Mondes.